# Prunus domestica var. syriaca

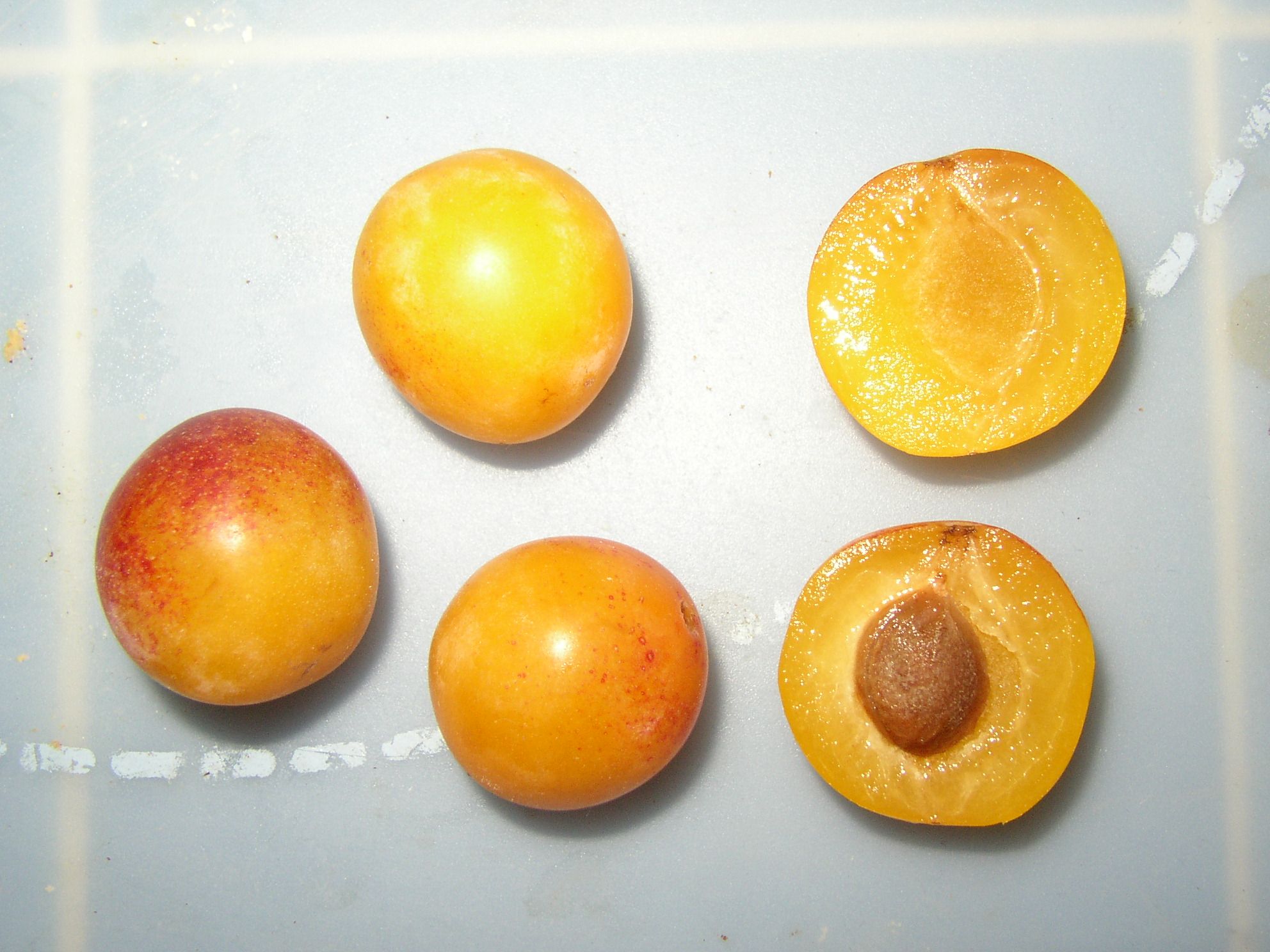
Mirabelles de Metz.

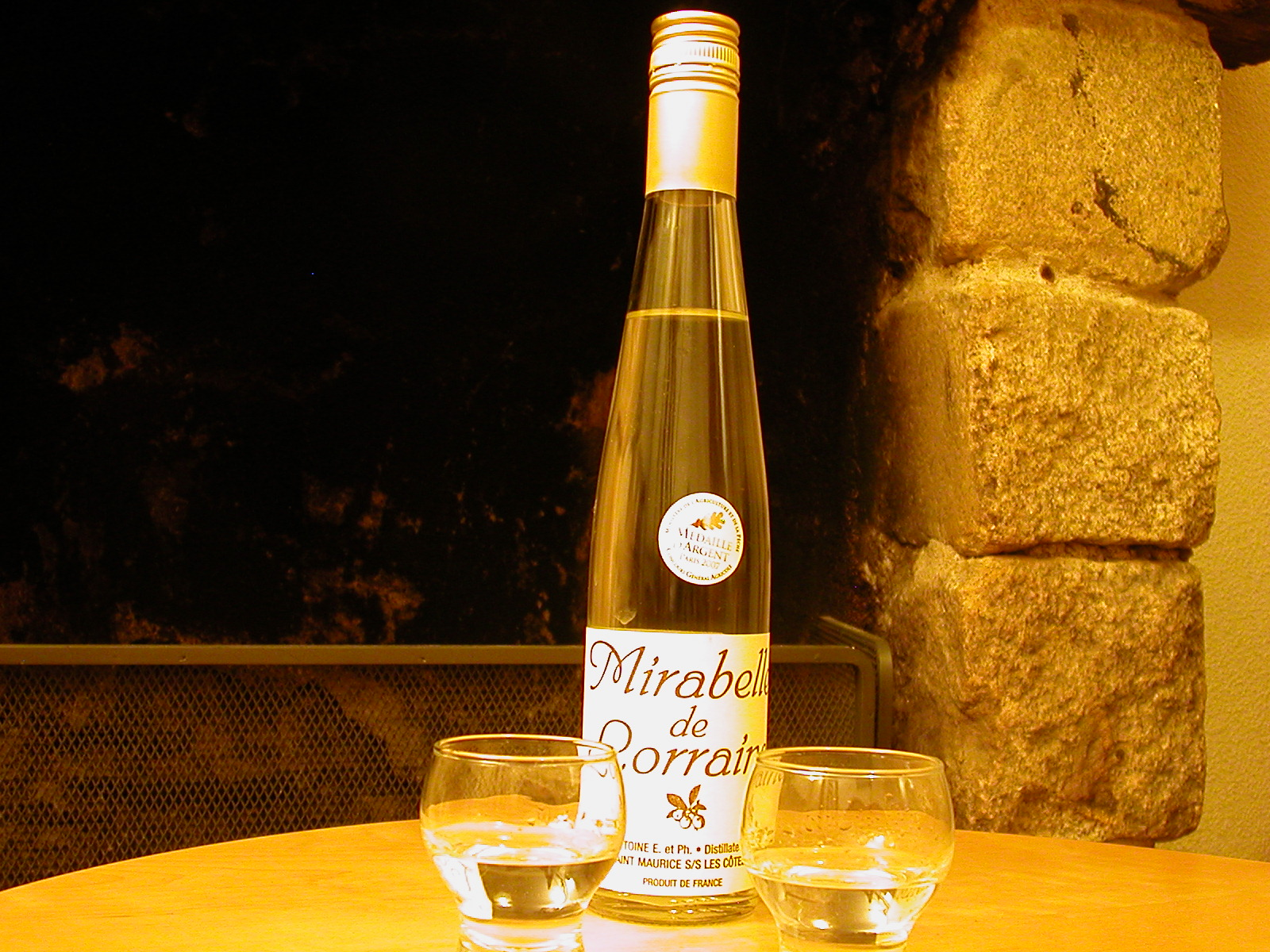
Aguardiente de mirabelle, típico de Lorena.

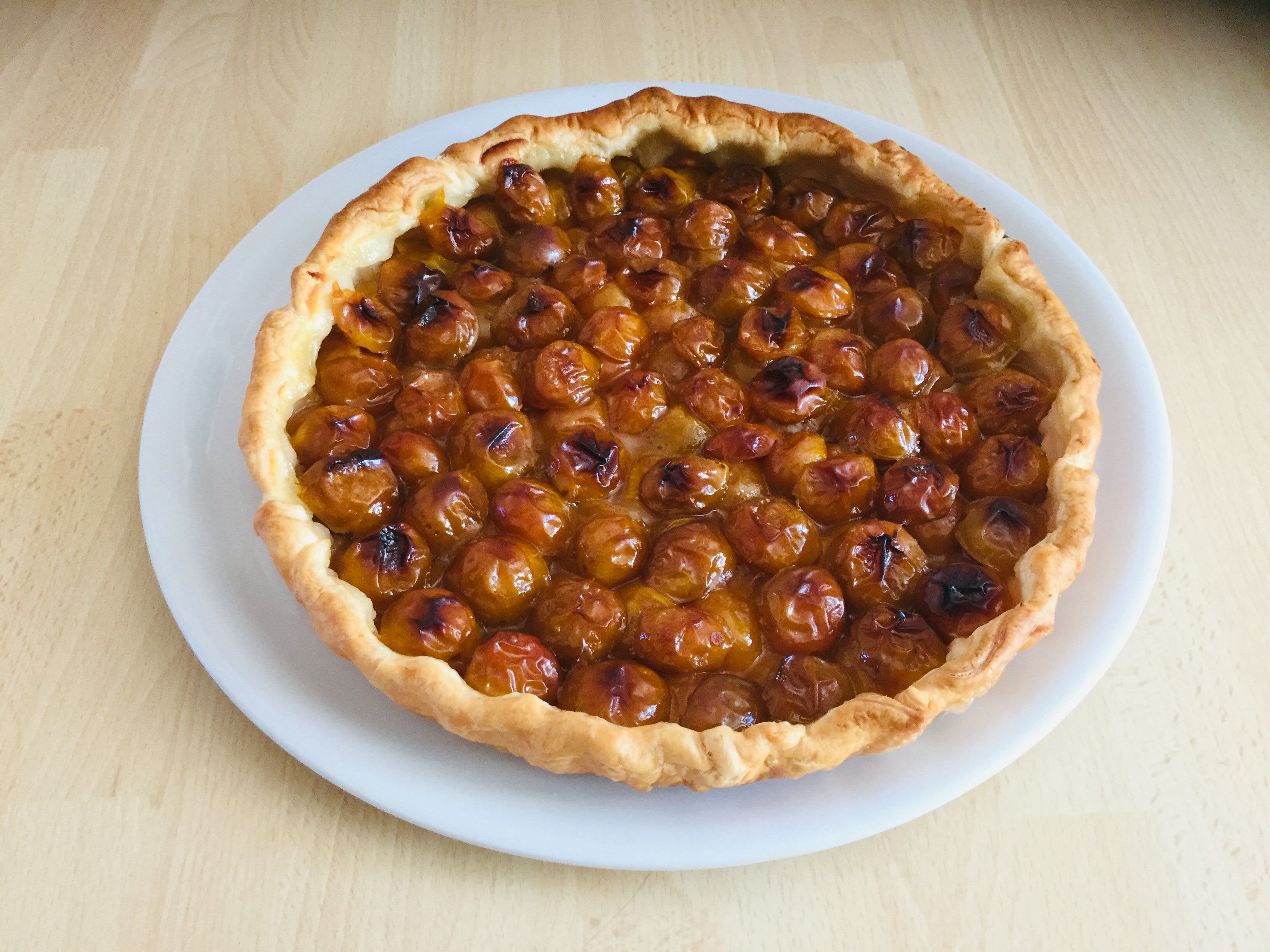
Tarta de mirabeles de Lorena

Prunus domestica var. syriaca, Mirabel o Mirabelle, es una planta, variedad del ciruelo común, caracterizado por producir como fruto o drupa ciruelas redondas y amarillas o rojas, con un sabor ácido. Su fruto recibe el nombre de cascabeles (Aragón) o cascabelillos (en zonas de ambas Castillas y en León). Esta variedad de ciruelo es casi exclusivo de la región francesa de Lorena. Se trata de una ciruela de tamaño pequeño y de color amarillo, recubierta en ocasiones de una pequeña piel comestible de aspecto ceroso. Alcanza su madurez entre finales de agosto y principios de septiembre, celebrándose con una fiesta (Fêtes de la mirabelle) en la ciudad de Metz y una gincana (Raid de la mirabelle) junto al lago de Madine.

## Descripción
Se cree que este cultivo se domesticó en la región del Asia Menor, a partir de un fruto salvaje local. Hoy en día el 80 % de la producción mundial de este fruto se halla concentrada en la región de Lorena, donde si bien existen diferentes variedades, se distinguen principalmente dos: mirabeles de Nancy y mirabeles de Metz. Mientras que la variedad de Metz es más pequeña, menos dulce y sin manchas rojas en la piel, la variedad llamada de Nancy es más apropiada para su consumo fresco por ser más dulce.
En España se cultiva en Galicia en O Rosal, un valle del sur de la provincia de Pontevedra en el que fue introducido hacia mediados del siglo XX por Xosé Sánchez García y en donde se ha aclimatado a la perfección. En Galicia se consume en fresco. Pero también se fabrican y comercializan conservas y licores, en especial un destilado elaborado por Pazo de Valdomiño en su destilería de Goián. Está naturalizada también en el valle del Ebro en partes de Zaragoza, Teruel, Lérida y Tarragona, encontrándosela cerca de ríos, canales de riego y cunetas de carretera. En Aragón se le denomina cascabeles.

## Usos
Fuera de Francia esta fruta es escasamente conocida, debido en gran parte a que su producción se destina casi exclusivamente a la elaboración de otros productos, entre los que destacan:
- La tarta de mirabeles (dulce típico lorenés)
- Aguardientes
- Mermeladas